# Settefrati
Settefrati – miejscowość i gmina we Włoszech, w regionie Lacjum, w prowincji Frosinone.
Według danych na rok 2004 gminę zamieszkiwało 855 osób, 17,1 os./km².